# Jörg Weidenhammer
Jörg Weidenhammer (* 27. März 1948 in Hannover; † 24. Mai 2017 in Dresden) war ein deutscher Psychoanalytiker, Facharzt für Neurologie und Psychiatrie. Er war u. a. Chefarzt beim Landschaftsverband Rheinland, Geschäftsführer des Herzzentrums Leipzig, Ärztlicher Direktor des Allgemeinen Krankenhauses St. Georg in Leipzig und nach der Übernahme des Landesbetriebs Krankenhäuser (LBK) Hamburg durch Asklepios Mitglied der Geschäftsführung der Asklepios Kliniken Hamburg GmbH, bevor er 2008 Geschäftsführer der neu gegründeten Asklepios Medical School (AMS) wurde und in dieser Funktion bis zum Jahre 2013 den Asklepios Campus Hamburg (ACH) aufbaute und leitete. Die Asklepios Medical School ist eine Dependance der Medizinischen Fakultät der Semmelweis-Universität (Budapest).

## Leben
Jörg Weidenhammer wurde als Sohn von Julia Wanda Weidenhammer, geb. Bodenstein, und dem Physik- und Mathematikprofessor Fritz Richard Weidenhammer geboren. Jörg Weidenhammer besuchte von 1954 bis 1958 die Grundschule in Karlsruhe, bevor er auf das dortige Helmholtz-Gymnasium wechselte, an dem er am 14. Oktober 1966 sein Abitur erwarb. Von 1966 bis 1971 studierte er die Fächer Philosophie, Germanistik und Romanistik mit Staatsexamensabschluss am 26. März 1971 an den Universitäten Mannheim und Heidelberg.
Dort lernte er auch seine erste Ehefrau kennen. Im Anschluss studierte er von 1972 bis 1978 Humanmedizin an der Universität Bonn. Seine ärztliche Prüfung beendete er am 25. Oktober 1978, seine Approbation als Arzt erhielt er am 2. November 1978. Am 9. Mai 1980 wurde Weidenhammer zum doctor medicinae von der Universität Bonn promoviert; Thema seiner Arbeit Impulsiv-Petit-Mal oder bilateraler massiver epileptischer Myoklonus: ein Beitrag zur Auseinandersetzung um Klinik, EEG-Befund und Terminologie, sein Doktorvater war der Neurologe Heinz Penin.
Bereits während seines Studiums war er beruflich tätig. So arbeitete er von 1971 bis 1972 als wissenschaftlicher Mitarbeiter an einem Projekt zum Datenbankaufbau des Bundesministeriums für Forschung und Technologie und war von 1974 bis 1976 wissenschaftlicher Mitarbeiter am Institut für Didaktik der Medizin an der Universität Bonn. Von 1978 bis 1980 praktizierte Weidenhammer als Assistenzarzt und Weiterbildungsassistent für seine fachärztliche Ausbildung in Neurologie- und Psychiatrie an der Rheinischen Landesklinik Langenfeld, wechselte dann von 1980 bis 1982 an die Universitätsnervenklinik in Köln. Ab dem Jahre 1983 bis 1989 war er Chefarzt der Abteilung für Suchtkrankheiten in Langenfeld. Ab 2001 bis zu seinem Tod im Jahr 2017 war er geschäftsführender Gesellschafter des Instituts für Gesundheits-System-Forschung GmbH, die 1987 von Fritz Beske in Kiel gegründet wurde und zuletzt seinen Sitz in Dresden hatte. In der Zeit von 2005 bis 2007 war er Mitglied der Geschäftsführung der Asklepios Kliniken Hamburg.
Weidenhammer heiratete ein zweites Mal, dieses Mal die Rechtsanwältin für Medizinrecht Simone Kneer-Weidenhammer aus Dresden. Weidenhammer starb im Mai 2017 im Alter von 69 Jahren unerwartet. Sein Grab befindet sich auf dem Trinitatisfriedhof in Dresden-Johannstadt.

## Publikationen (Auswahl)
- Burnout-Syndrom und Personalführung. In: Jörg M. Fregert, Ute Ziegenhain, Lutz Goldbeck (Hrsg.): Traumatisierte Kinder und Jugendliche in Deutschland: Analysen und Empfehlungen zur Versorgung und Betreuung. 2. Auflage, Juventa-Verlag, Weinheim 2010, ISBN 978-3-7799-5153-7, S. 61–63
- zusammen mit Ute Goldbach: Ökonomische Bedeutung der Versorgung von Schlaganfallpatienten in Deutschland unter besonderer Berücksichtigung des Risikofaktors "Insulinresistenz". Schmidt und Klaunig, Kiel 2004
- zusammen mit Brigitte Weidenhammer, Margrit Günther, Peter K. G. Günther: Die analytische Philosophie in der Bundesrepublik. Zeitschrift für philosophische Forschung, Bd. 27, Heft 4 (Oktober–Dezember 1973), S. 606–614